# 新台灣人
新台灣人（英語：New Taiwanese），又稱新時代台灣人，是台灣的一個民族主義與政治意識型態，由中華民國前總統李登輝於1998年首次提出，曾經短暫成為中國國民黨的官方主張，前總統馬英九曾經以此作為競選主軸。李登輝希望以民主與台灣認同，取代原本以族群出身作區分的傳統民族主義，主張不分本省外省族群，只要認同台灣，就可以成為新台灣人，建立台灣民族主義。
中華人民共和國認為這是一種台獨思想。

## 概論
在1995年演說中，李登輝提出台灣需要建立新的「社區共同體」意識，以深化台灣民主。在1998年，李登輝首次提出這項主張，希望以此主張來解決台灣長期存在的國家認同問題，形成台灣共同體意識。在1998年台北市長選舉中，馬英九以此為競選主軸，順利擊敗陳水扁，當選台北市長，中國國民黨重新取回台北市執政權。在2002年選舉中，馬英九仍然繼續使用這個口號。
在其著作《新．台灣的主張》中，李登輝主張新台灣人是一種公民民族主義，不同於以族群及血緣定義的「舊台灣人」，「新台灣人」是來自於認同台灣與認同民主，在台灣共同體意識下形成的國族。這個主張被用來建立這個概念，台灣與中國屬於不同的國家，台灣並非中國的屬國。

## 外部連結
- 李登輝〈新時代台灣人的涵義〉 （页面存档备份，存于）